# Хоули, Ной
Ной Хо́ули (англ. Noah Hawley; род. 1967) — американский писатель, продюсер и режиссёр. Наиболее известен как шоураннер сериала «Фарго» и «Легион», за работу над которым Хоули был награждён премиями «Эмми», «Золотой глобус», «Выбор телевизионных критиков», «Пибоди». Является автором пяти опубликованных книг и сценария полнометражного фильма «Алиби». С 2005 по 2008 был сценаристом и продюсером первых трёх сезонов сериала «Кости». Оба созданные Хоули для канала ABC сериалы «Необычный детектив» (2009) и «Моё поколение» (2010) шли один сезон.

## Биография
Ной Хоули родился и вырос в Нью-Йорке. Его мать, Луиза Армстронг, была писательницей и активисткой. Отец, Том Хоули, был бизнесменом. У Ноя есть брат-близнец Алекси, который является сценаристом «Последователей» и создателем сериала «Положение дел».
В 1989 году Ной Хоули окончил колледж Сары Лоуренс со степенью в области политологии. Поначалу работал в Обществе правовой помощи в Нью-Йорке. Потом переехал в Сан-Франциско, где занимался компьютерным программированием в юридических фирмах и работал в качестве помощника юриста.
Ной Хоули живёт в Остине в штате Техас, а также в Лос-Анджелесе в Калифорнии. Женат на Кайл Хоули, с которой они воспитывают двоих детей.

## Фильмография

### Фильмы
| Год  | Фильм          | Режиссёр | Сценарист | Продюсер |
| ---- | -------------- | -------- | --------- | -------- |
| 2006 | Алиби          |          | Да        |          |
| 2019 | Люси в небесах | Да       | Да        | Да       |
| TBA  | Нигде быстрее  | Да       | Да        |          |

### Телевидение
| Год(ы)    | Проект             | Режиссёр | Сценарист | Продюсер       | Создатель | Примечания |
| --------- | ------------------ | -------- | --------- | -------------- | --------- | --- |
| 2005—2008 | Кости              |          | Да        | Сопродюсер     |           | Сценарист (6 эпизодов) Редактор сюжетов (22 эпизода) Исполнительный редактор сюжетов (36 эпизодов) Сопродюсер (16 эпизодов) |
| 2009      | Необычный детектив |          | Да        | Исполнительный | Да        | Создатель, исполнительный продюсер и композитор заглавной темы (10 эпизодов) Сценарист (3 эпизода)                          |
| 2010      | Моё поколение      |          | Да        | Исполнительный | Да        | Создатель и исполнительный продюсер (8 эпизодов) Сценарист (2 эпизода)                                                      |
| 2014—2024 | Фарго              | Да       | Да        | Исполнительный | Да        | Создатель, шоураннер и исполнительный продюсер (51 эпизод) Режиссёр и сценарист (6 эпизодов) Сценарист (38 эпизодов)        |
| 2017—2019 | Легион             | Да       | Да        | Исполнительный | Да        | Создатель, шоураннер и исполнительный продюсер (27 эпизодов) Режиссёр и сценарист (3 эпизода) Сценарист (16 эпизодов)       |
| 2018      | Рекрутер           |          |           | Исполнительный |           | 8 эпизодов |
| 2025      | Чужой: Земля       | Да       | Да        | Исполнительный | Да        | Создатель, сценарист и исполнительный продюсер (8 эпизодов) Режиссёр (2 эпизода)                                            |
| TBA       | Кошачья колыбель   |          | Да        | Исполнительный |           | Телефильм |

.